# Мартин Дачев
Мартин Дачев е български състезател по класическа борба от град Бургас[източник? (Поискан днес)]

## Биография
Активен през 1990-те години, той постига редица победи на национално и международно ниво. Мартин Дачев е многократен шампион и медалист от държавни първенства и международни турнири, включително златен медалист от Републикански първенства, международен турнир "Ангел Войвода", както и международния турнир "Освобождение - Плевен международния турнир Васил илиев[източник? (Поискан преди 2 дни)]

## Образование
Завършва Спортно училище „Юри Гагарин“ в град Бургас.[източник? (Поискан преди 2 дни)]

## Личен живот
По настоящем е популярна фигура  в Бургас Популярен със спортните си постижения и активен в спортната общност на Бургас.[източник? (Поискан преди 2 дни)]